# Усадьба Щербово

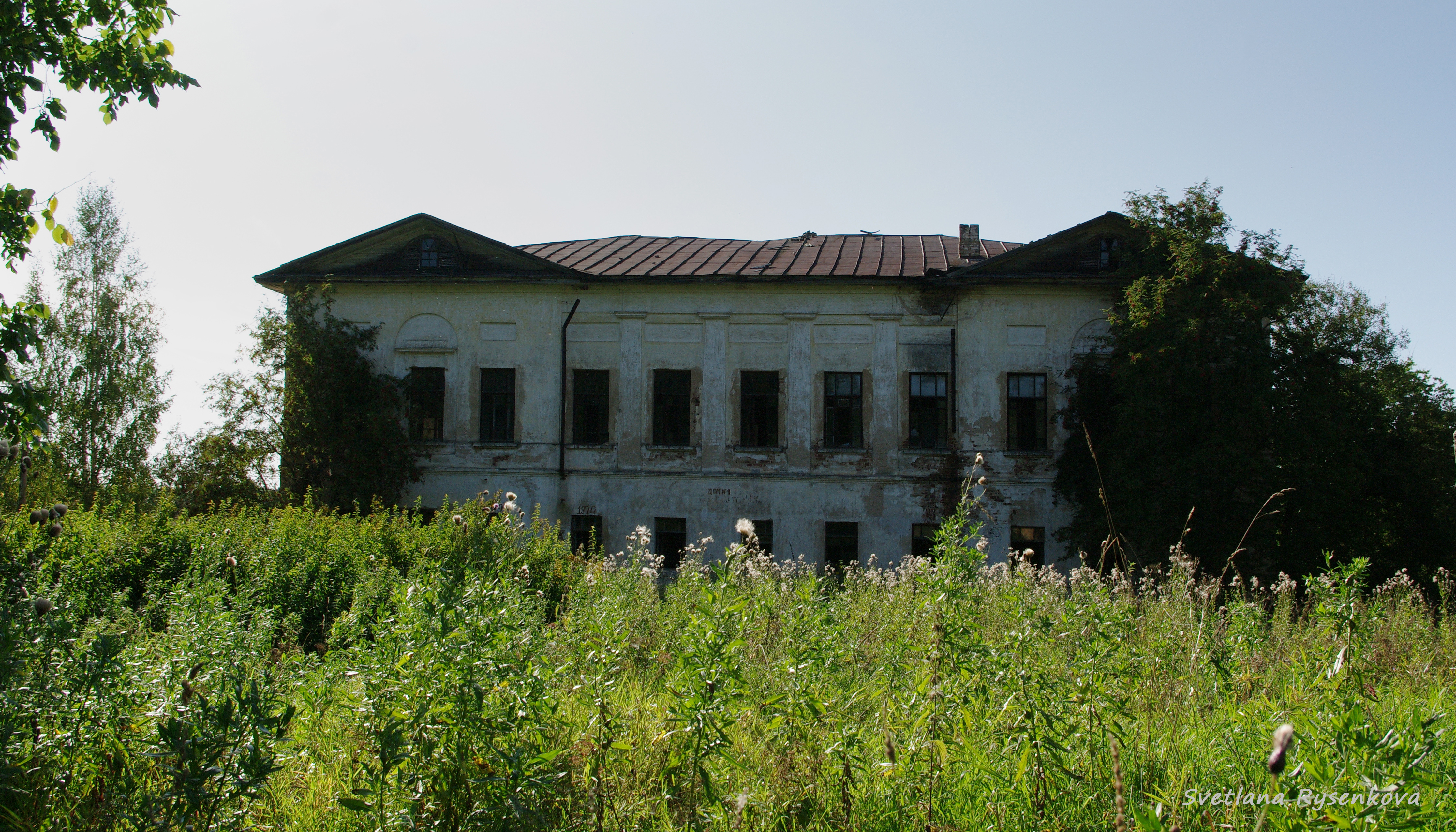
Восточный фасад главного дома усадьбы Щербово в августе 2019 г.

Усадьба Щербово расположена в Торжокском районе Тверской области на территории посёлка Щербово Масловского сельского поселения. Усадьба стоит на берегу реки Осуги.
Комплекс усадьбы в настоящее время включает в себя главный дом, флигель, кузницу, погреб, зернохранилище, кухонный флигель, конюшни, спиртовой завод, каретный сарай, три хозяйственные постройки и остатки парка. Постройки усадьбы Щербово имеют статус выявленных объектов историко-культурного наследия Тверской области.

## История усадьбы
Усадьба Щербово известна с конца XVIII в. По геометрическому специальному плану 1777 года «…селцо Щербово с пустошами… состоит во владении надворной советницы Авдотьи Никитиной дочери Шишковой». Далее владельцами усадьбы (с конца XVIII — начала XIX вв.) были помещики Бутеневы. В первой половине XIX в. Щербово перешло к Повало-Швейковским. В 1830-х гг. здесь строится двухэтажный главный дом. С этого времени и до начала XX в. усадьба продолжает расширяться и отстраиваться.
После Повало-Швейковских владельцами усадьбы стали их родственники Бакунины. На рубеже XIX—XX вв. хозяева усадьбы были связаны с революционными организациями. В Щербове хранилась нелегальная литература.

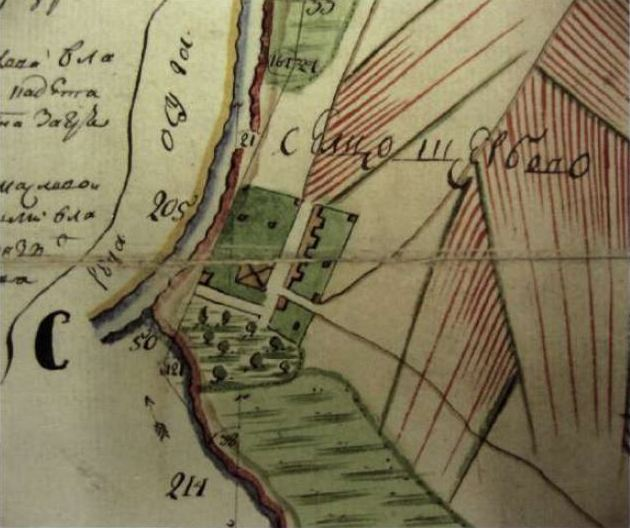
Геометрический специальный план сельца Щербова, 1777 г.

В 1919 г. в усадьбе побывал эмиссар коллегии по делам музеев, но, по его словам, «Библиотека не представляет интереса. <…> Сохранились диван, часть книг с автографами сочинителей <…>, переписка, совершенно разбитая, 70 — 80-х гг.»
В 1920 году на базе усадьбы организован совхоз «Щербово».
В советское время главный дом использовался под жильё, некоторые хозпостройки — в качестве складов, конюшню переоборудовали под коровник. Парк и аллея, проходившая вдоль берега реки, были частично вырублены, а на территории усадебного комплекса во второй половине XX в. возведено несколько жилых и хозяйственных сооружений.

## Планировка. Архитектура
Усадьба Щербово занимает достаточно большую по площади территорию, вытянутую вдоль берега Осуги. Планировка сложилась в эпоху позднего классицизма. Территорию можно разделить на три зоны: парадный двор, парк и хозяйственную часть. Видимо, сначала планировка была регулярной, но с развитием усадьбы, появлением новых построек композиция менялась, появлялись более рациональные планировочные решения.
Центр ансамбля — главный дом, выстроенный на берегу реки в начале XIX в. Двухэтажный дом сделан из кирпича и стоит на белокаменном цоколе. Его архитектура сочетает в себе элементы зрелого классицизма и ампира. Фасады имеют трёхчастную композицию и плоскостной декор, выполненный с использованием белого камня. Центральная часть парадного фасада выделена портиком с четырьмя пилястрами, а в центре противоположного фасада находился балкон, ныне утраченный. Ещё один балкон располагался на боковом южном фасаде.
Первый этаж главного дома менее высокий: он использовался для хозяйственных нужд, здесь находились подсобные помещения. Внутренняя планировка первого и второго этажа различалась. Во второй половине XIX в. она претерпела изменения. Сохранившиеся элементы интерьера — печи, карнизы — относятся к этому же времени. Лучше всего сохранился интерьер парадной гостиной.

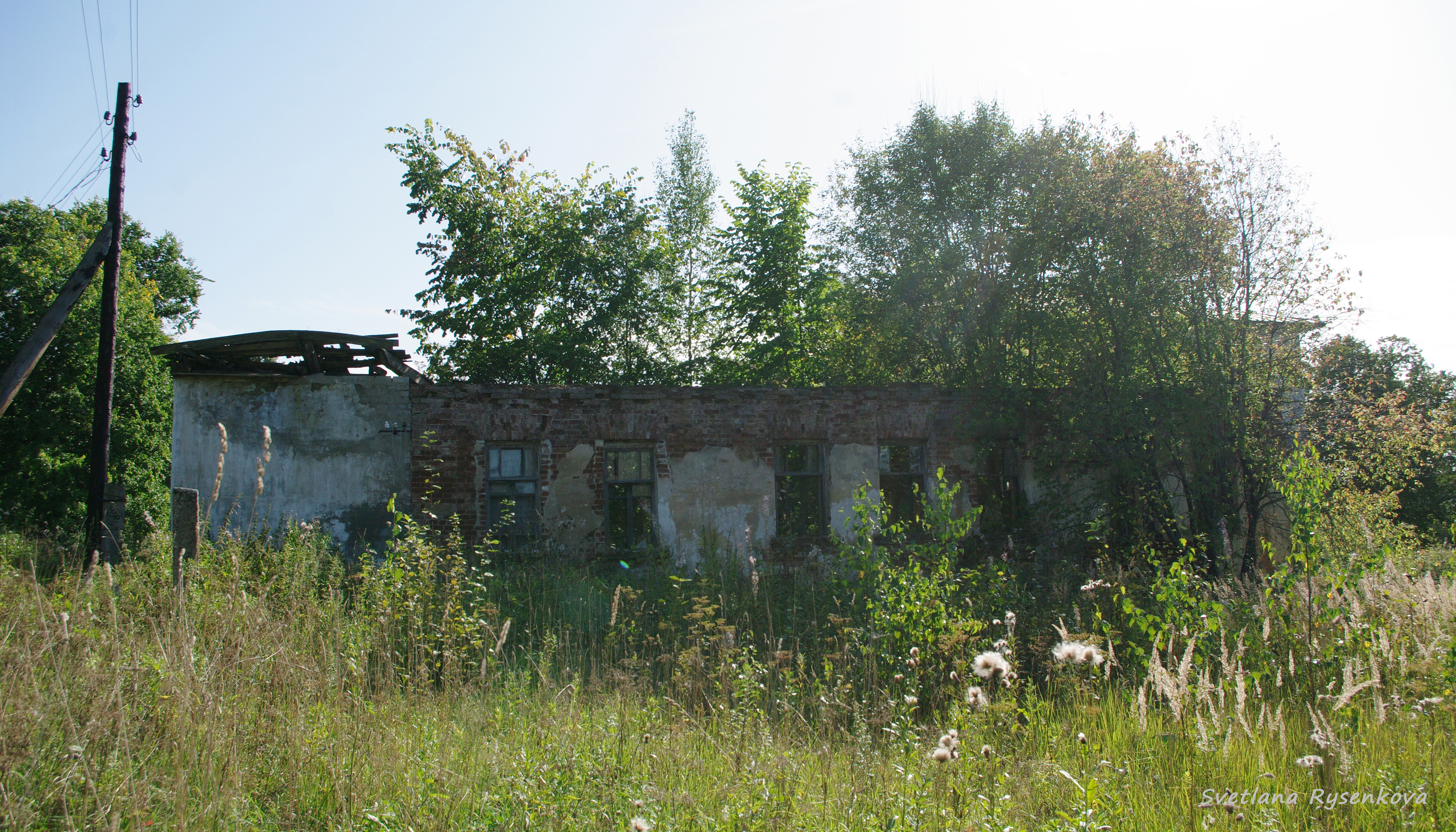
Усадьба Щербово, кухонный флигель. Август 2019 г.

По воспоминаниям Н. Т. Кропоткиной (Повало-Швейковской) «Верхний этаж дома был гораздо выше нижнего, окна больше, и вся отделка его гораздо наряднее, чем внизу. В зале и библиотеке были красивые паркетные полы, и во многих комнатах были огромные двери из разноцветного дерева, придававшие им особенно нарядный вид. Из нижних сеней наверх вела широкая светлая лестница. Из верхних комнат был виден двор с выездом на дорогу между двумя каменными столбами и двумя сводчатыми погребами по сторонам. Двор ограничивался с одной стороны выездной конюшней, а с другой — флигелем, который был отремонтирован из остатков прежнего дома».
Внутренняя планировка была частично изменена в советское время, когда дом приспособили под жильё: возведены деревянные стенки, заложены старые двери и пробиты новые, разобрана часть печей и переделана лестница.
Перед домом расположен парадный двор, с северной стороны которого стоит кухонный флигель, а с южной — хозяйственная постройка, которая, вероятно, представляла собой в конце XIX — начале XX в. каретный сарай. Напротив дома сохранился один из двух валунных погребов, а чуть в стороне — за дорогой — кирпичный флигель начала XIX в.

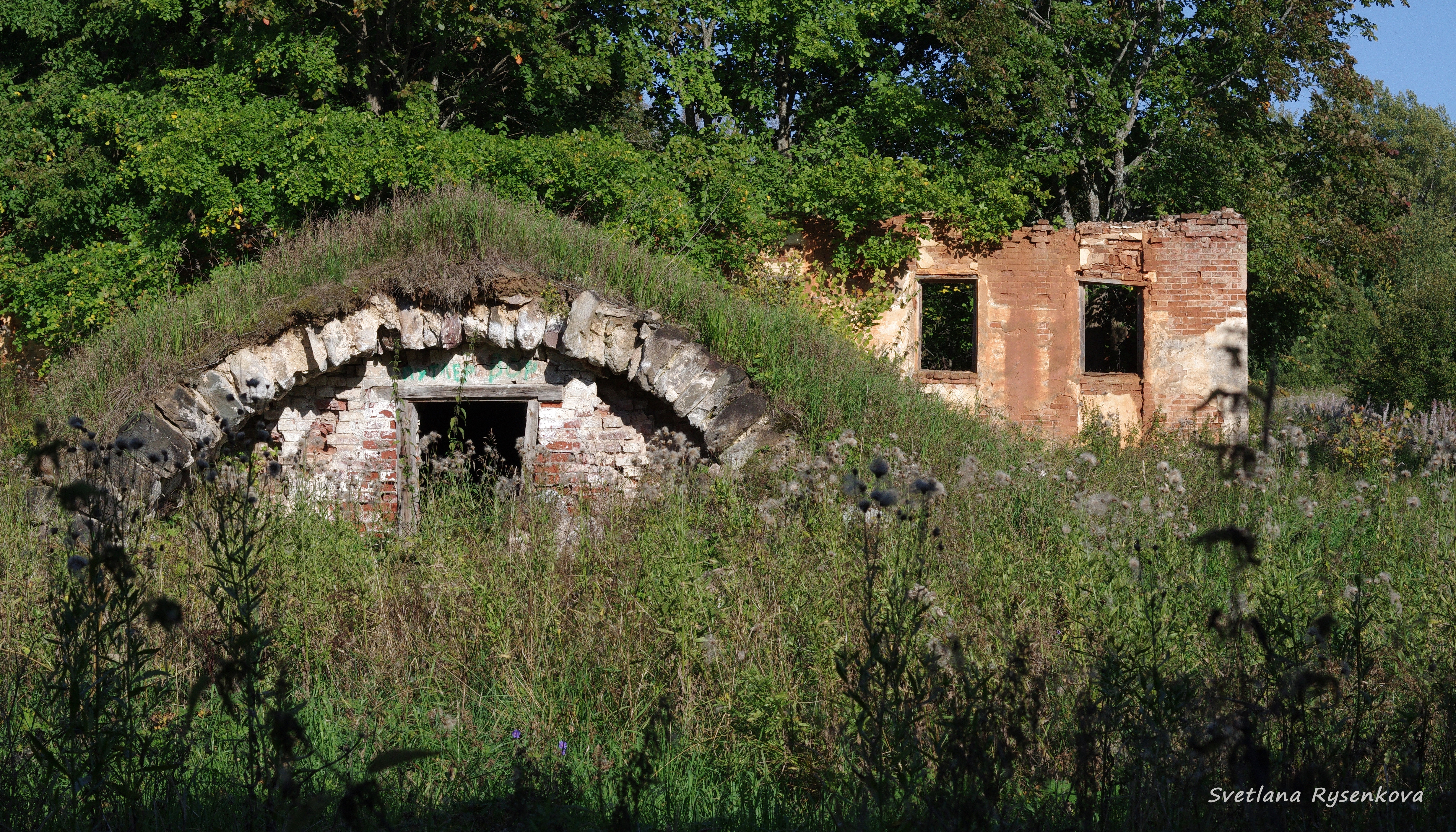
Усадьба Щербово, валунный погреб. Август 2019 г.

К востоку от главного дома и окружавших его построек располагался сад.
Пейзажный парк с чертами регулярной планировки раскинулся в южной части усадьбы, кроме того, по берегу Осуги проходила липовая аллея. К реке от дома вела каменная лестница..
Как вспоминала Н. Т. Кропоткина (Повало-Швейковская): «Вся усадьба была размещена под горой, на самом берегу реки Осуги. Дом стоял так близко к реке, что его отделяла от нее только площадка с цветниками и дорожка, обсаженная розами, спускавшимися каменной лестницей на липовую аллею, тянущуюся уже по самому берегу. Парк был расположен узкой полоской вдоль реки и недалеко от дома переходил с левой стороны в болотистые лужайки и заросли. Раньше в нем были только большие деревья, особенно старые серебристые тополя, но мама, как только поселилась в Щербове, начала его усиленно засаживать. Эта часть парка была очень густой, в некоторых местах были непролазные заросли кустов, в которых водилась масса птиц, а на больших лиственницах — белки».

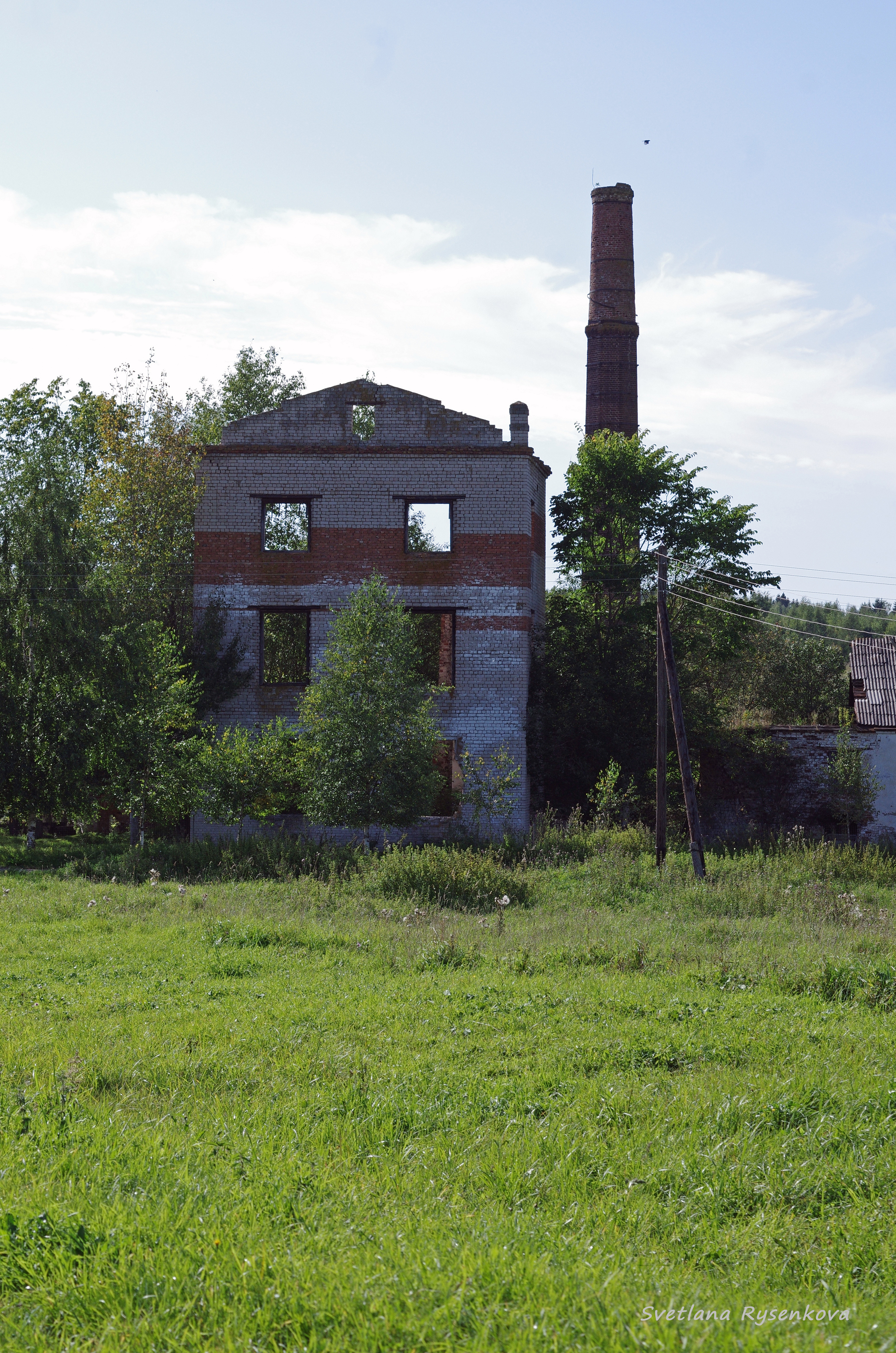
Усадьба Щербово, винокуренный завод. Август 2019 г.

Третья зона, в которой сосредоточены хозяйственные постройки, находится в северной части усадьбы. Видимо, в XIX в. построек было гораздо больше, а до наших дней дошли зернохранилище, выстроенное в стиле позднего классицизма, кузница, конюшня, погреб, винокуренный завод и две деревянные на кирпичных столбах хозяйственные постройки.

## Современное состояние
Сегодня все усадебные здания пустуют и разрушаются. В главном доме еще цела крыша и перекрытия в некоторых помещениях. Здесь можно увидеть сохранившиеся элементы интерьера: печи, карнизы. От большинства построек сохранились только стены. В южной части усадьбы и вдоль дороги можно увидеть старые деревья — остатки парка.

## Примечания

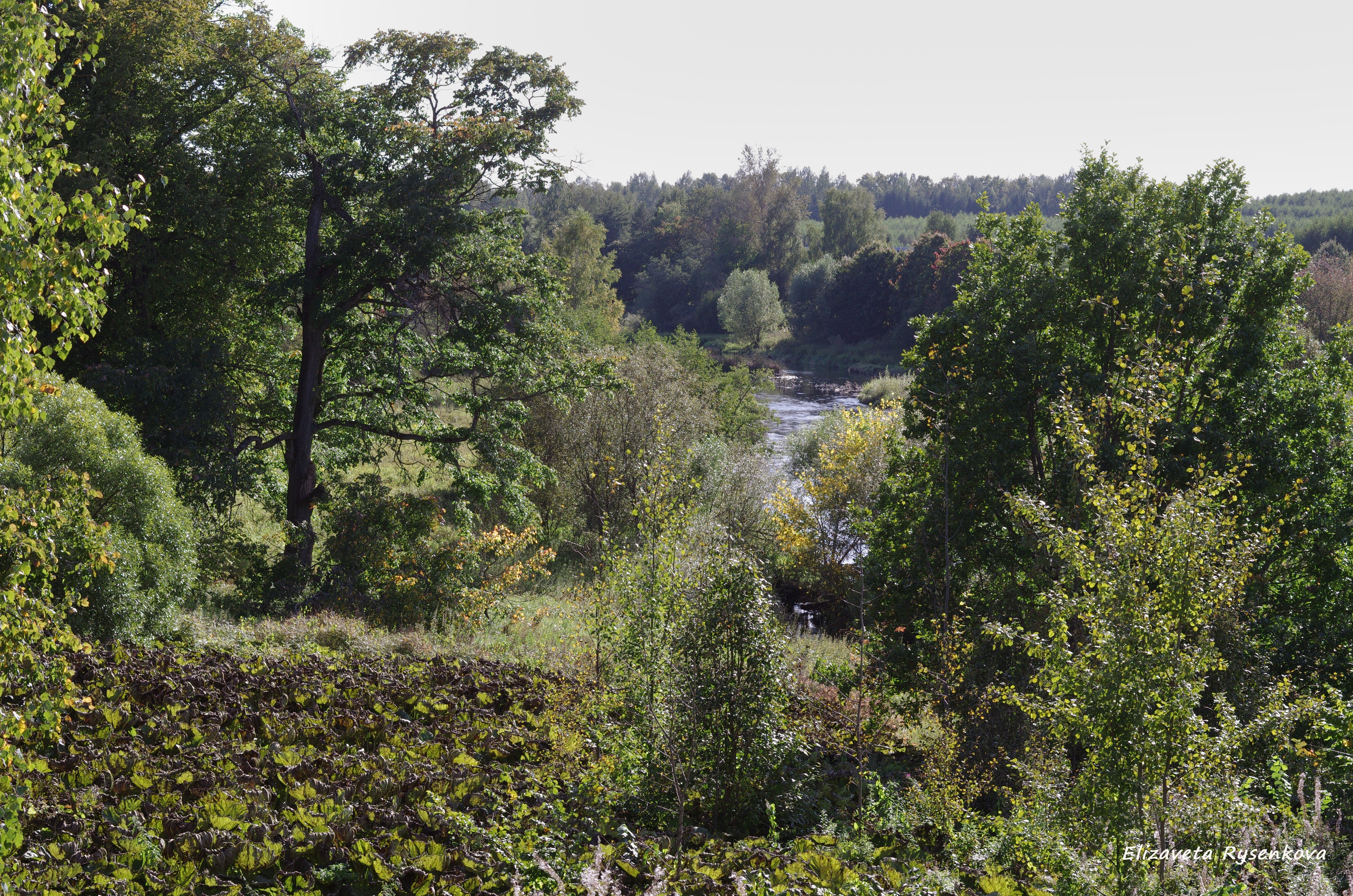
Вид со второго этажа главного дома усадьбы Щербово на Осугу. Август 2019 г.